# Arica (cráter)
Aricaes un cráter de impacto del planeta Marte situado a -24° Norte y 249.9° Oeste (110.1° Norte y -23.9° Este). El impacto causó una abertura de 15.5 kilómetros de diámetro en la superficie del cuadrángulo MC-22 del planeta. El nombre fue aprobado en 1991 por la Unión Astronómica Internacional en honor a la localidad de Puerto Arica (Colombia).